# ファウンデーション (テレビドラマ)
『ファウンデーション』（Foundation）は、アイザック・アシモフの同名の小説シリーズを原作としたアメリカ合衆国のSFテレビドラマシリーズである。デヴィッド・S・ゴイヤーが製作総指揮を務めApple TV+で配信されている。

## 概要
『ファウンデーション』では「銀河帝国を破滅から救う唯一の方法は帝国に反抗することであることを発見した追放者の集団であるファウンデーションの千年にわたる物語」が描かれる。
ドラマシリーズは原作シリーズに忠実に基づいているわけではなく、全7部の原作を再構成し、登場人物や舞台の設定などが大きく変更されている。
シーズン1は2021年9月24日に配信開始された。シーズン1配信途中でシーズン2の製作が発表され、2023年7月14日より配信された。シーズン2終了後の2023年12月、シーズン3の製作が発表された。2025年7月11日よりシーズン3が配信開始。

## キャスト
※括弧内は日本語吹き替え

### メイン
- ハリ・セルダン - ジャレッド・ハリス（森田順平）: 天才数学者にして心理歴史学の創設者
- ガール・ドーニック - ルー・ロベル（島袋美由利）: ハリ・セルダンの助手になる、学術の禁止された惑星シンナックス出身の天才数学者
- サルヴァー・ハーディン - リア・ハーヴィ（金田愛） : ターミナスの番人、アッバスの娘、"外れ値"
- ブラザー・デイ - リー・ペイス（小西克幸）: 皇帝クレオン1世の壮年期のクローン
- ブラザー・ドーン - カシアン・ビルトン（金田愛）（小林千晃（S3）） : 皇帝クレオン1世の少年期のクローン
- ブラザー・ダスク - テレンス・マン（さかき孝輔） : 皇帝クレオン1世の老年期のクローン
- エトー・デマーゼル - ラウラ・ビルン（佐古真弓） : 皇帝の宰相のアンドロイド
- ミュール - ミカエル・パーシュブラント  (S2) / ピルウ・アスベック（英語版）（小松史法）(S3)

### リカーリング
- ジェリル - リース・シェアスミス（落合弘治）: 皇帝の配下 (S1)
- アズーラ・オディーリ - Amy Tyger : トランターの皇帝の宮殿の庭師 (S1)
- レイチ・フォス - アルフレッド・イーノック（新祐樹） : ハリ・セルダンの助手にして養子 (S1)
- アッバス・ハーディン - クラーク・ピータース : ターミナスに入植したセルダン支持者、サルヴァーの父 (S1)
- ヒューゴ - ダニエル・マクファーソン : サルヴァ―の恋人の貿易商、セスピス人 (S1)
- ルイス・ピレンヌ - エリオット・コーワン : ターミナスの理事長 (S1)
- ファラ・カイーン - Kubbra Sait : ターミナスに来たアナクレオン人狩猟部隊の司令官 (S1)
- ヤナ・セルダン - ニムラト・カウル : 亡くなっているハリ・セルダンの伴侶 (S2)
- コンスタント - Isabella Laughland（廣田悠美） : ファウンデーションの支持を広げる銀河霊教会の修道士、サーマックの娘 (S2)
- ポリー・ヴェリソフ - Kulvinder Ghir（佐藤晴男） : 銀河霊教会の司祭長でコンスタントの上司 (S2)
- サーマック - Oliver Chris : ターミナスの理事長 (S2)
- ホバー・マロウ : Dimitri Leonidas（杉田智和） : 堕落し詐欺師となったファウンデーションの元司祭 (S2)
- ベル・リオーズ : ベン・ダニエルズ（堀内賢雄） : 流刑にされた元司令官 (S2)
- グレイウェン・カー : Dino Fetscher : ベル・リオーズの伴侶である軍人 (S2)
- セレス :エラ＝レイ・スミス（島田愛野） : クラウド・ドミニオンの女王 (S2)
- ルー : Sandra Yi Sencindiver : セレス女王の側近。記憶を消された元娼婦 (S2)
- テレム・ボンド : Rachel House : イグニスの超能力者メンタリックの共同体の指導者 (S2)

## あらすじ

### シーズン1のあらすじ
若手数学者のガール・ドーニックが巨大な銀河帝国の首都トランターの著名な数学者ハリ・セルダンに招かれる。400年前の皇帝クレオン1世のクローンである3世代（ブラザー・ダスク、ブラザー・デイ、ブラザー・ドーン）にわたる皇帝が共同で君臨し、アンドロイドであることを秘す宰相エトー・デマーゼルが統治する政府は、心理歴史学により帝国の崩壊を予測するハリを危険視する。文明崩壊期間を縮めるための百科事典編纂を行うファウンデーションを建設するようハリを辺境の惑星ターミナスに追放する。だが宇宙航行中に養子レイチがハリを殺し、ガールを救命ポッドにいれて脱出させる。
35年後、帝国への復讐を狙うアナクレオン人がターミナスのファウンデーション人たちを襲撃し、ターミナスの「番人」サルヴァー・ハーディンと闘い制圧する。アナクレオン人は700年前に遭難した最強の戦艦インビクタスを手に入れる。アナクレオン人とその仇敵セスピス人はターミナスに来て争い、その前に謎の物体ヴォールトからハリ・セルダンのホログラムが出現する。セルダンは、ファウンデーションの真の目的が百科事典編纂ではなく、帝国の崩壊の影響を受けない外縁に文明を築くことであったことを明かす。サルヴァーは自分がガールとレイチの娘であることを知り、ガールを探しに旅に出る。
同じころ、代替わりした皇帝たちは、セルダンが予言した崩壊の予兆に気づく。クローン反対論者が巨大宗教の新指導者に就くことを防ぐ。若年のブラザー・ドーンはあってはならない遺伝変異に悩み、反帝国主義者たちに与して陰謀に巻き込まれる。デマーゼルはブラザー・ドーンを殺す。ブラザー・デイは代々のクローンも遺伝変異を施されていたことを知る。
ガールはハリの意識がアップロードされた自動船レイヴンに拾われる。自分がターミナスに行ってファウンデーションを指導するはずの計画が狂ったと聞かされ、ハリの故郷ヘリコンに第二ファウンデーションを建設する秘密計画を知る。再び救命ポッドに乗り故郷シンナックスに向かう。138年後にシンナックスに着き、自分を探すサルヴァーに出会う。

### シーズン2のあらすじ
トランターでは、皇帝ブラザー・デイがファウンデーションの勃興を知り、司令官ベル・リオーズを流刑地から呼び戻して調査に向かわせる。クラウド・ドミニオンの女王セレスは、家族が皇帝に殺された疑いを確かめるため、皇帝と婚約する。皇帝はクローン相続を止めて帝政の硬直化を改めようとする。ブラザー・ダスクは、クレオン1世にプログラムされたデマーゼルが、600年前の創始期からクレオン王朝に仕えながら自分たちクローンを操っていたことを知る。デマーゼルはダスクを殺すが、ブラザー・ドーンはセレスとともに逃げる。辺境での皇帝の死を知ったデマーゼルは三体のクローンを生成して遺伝王朝を継続する。
サルヴァーは母ガールとともに、ハリのホログラムに導かれてシンナックスを去る。ガールはミュールと呼ばれるミュータントが文明を破壊しサルヴァーが死ぬ予知夢を見る。ハリは肉体を取り戻して二人をイグニスに連れて来る。ミュールに対抗できる第二ファウンデーションを作るため、超能力者メンタリックの共同体の指導者テレム・ボンドに助けを求める。テレムは拒否してガールの肉体に乗り移り、プライム・レイディアントを奪おうとする。サルヴァーとハリがガールを救出し、テレムを殺すもサルヴァーは死ぬ。ガールとハリはミュールが出現する150年後まで人工冬眠し、定期的に覚醒して第二ファウンデーションを導く。
辺境では、ターミナスで設立された銀河霊教会の宣教師たちが、帝国の撤退した周辺の惑星に派遣され、進んだ技術を魔術のごとく用いて人々を魅了しファウンデーションの傘下に入れる。138年ぶりにヴォールトが開き、ハリのホログラムは詐欺師ホバー・マロウをスペーサーの集うホーム・スウォームに派遣して帝国への反抗を説かせ、宣教師のポリーとコンスタントを外交使節としてトランターに送り込む。皇帝は二人を処刑しようとするも、ホーバーがコンスタントを奪回して皇帝を挑発する。皇帝は艦隊を率いて自らターミナスに来て、心理歴史学による帝国の崩壊予測は誤っていたと認めるよう、ハリのホログラムに迫るも拒否される。皇帝は、ファウンデーションを守る巨大戦艦インビクタスをターミナスに墜落させて破壊し、さらにファウンデーション傘下の全星の破壊を命じる。ベル・リオーズ司令官は反抗して皇帝を殺す。ホバーに説得された、遺伝子強化され星間ジャンプを司るスペーサーが皇帝の全艦隊を破壊する。コンスタントは逃げ、ヴォールトが破壊されたターミナスの住民を救出・保存していたことを知る。
152年後、ミュールが出現する。

## エピソード

### シーズン1
| 通算 話数 | シーズン 話数 | タイトル                                   | 監督                   | 脚本                                             | 公開日         |
| --- | ------------- | ------------------------------------------ | ---------------------- | ------------------------------------------------ | -------------- |
| 1 | 1             | "皇帝の平和" "Foundation"                  | ルパート・サンダース   | デヴィッド・S・ゴイヤー & ジョシュ・フリードマン | 2021年9月24日  |
| 宗教が支配し、科学が禁止された惑星シンナックス出身の数学者ガール・ドーニックは数学上の難問アブラクサスを解いた褒章として、帝国の首都トランターに来て著名な数学者ハリ・セルダンの助手となる。社会の将来を予測する心理歴史学を創設し、帝国の崩壊を予測するセルダンとガールは、セルダンの予測通りに逮捕される。1万2千年続く帝国は3世代の皇帝のクローンであるブラザー・ドーン、クレオン12世であるブラザー・デイ、ブラザー・ダスクに統治される。法廷でセルダンは帝国が500年以内に崩壊したのち暗黒時代が3万年続くと予測し、知識を「銀河百科事典」に編纂し保存することで暗黒時代を1000年に短縮したいと主張する。皇帝の配下のジェリルは、セルダンの主張を否定するよう求めるが、ガールは法廷でセルダンの主張を肯定する。トランターの軌道エレベータであるスターブリッジが、外縁部の国であるアナクレオンとセスピスのテロリストにより破壊され、1億人が死ぬ。ガールはセルダンの方程式を用い、自分たちの処刑は皇帝の暗殺を招くと訴える。セルダンとガールは外縁部の惑星ターミナスに追放され、辞典を編纂するファウンデーションを築くよう命じられるが、それはセルダンの予測通りである。35年後、ターミナスではサルヴァー・ハーディンが謎の人工物ヴォールトを管理する。 |               |                                            |                        |                                                  |                |
| 2 | 2             | "生存への道" "Preparing to Live"           | Andrew Bernstein       | ジョシュ・フリードマン & デヴィッド・S・ゴイヤー | 2021年9月24日  |
| セルダンと支持者たちは入植の準備をしながら低速の宇宙船でターミナスに向かう。ガールは恋人になったセルダンの養子のレイチに、心理歴史学のモデルは未完成だと教える。レイチはセルダンを刺し殺し、ガールを救命ポッドに乗せて船から脱出させる。帝国はスターブリッジ爆破事件を捜査するが黒幕を突き止められない。クレオン11世であったブラザー・ダスクの反対を押し切り、現皇帝ブラザー・デイは大使二人を除くアナクレオンとセスピスからの外交団全員の公開処刑と、彼らの母星への宇宙からの爆撃を選ぶ。 |               |                                            |                        |                                                  |                |
| 3 | 3             | "数学者の亡霊" "The Mathematician's Ghost" | アレックス・グレイヴス | Olivia Purnell                                   | 2021年10月1日  |
| 19年後のトランターでは、権力の継承が繰り返される。ブラザー・ダスクはブラザー・ダークネスとして消滅させられ、ブラザー・デイは引退してブラザー・ダスクとなり、成熟したブラザー・ドーンはブラザー・デイおよびクレオン13世となり、クローンがブラザー・ドーンとして生まれる。アンドロイドのエトー・デマーゼルは初代のクレオン1世から400年間繰り返された継承を見守る。その17年後、セルダンの支持者たちはターミナスに到着し、あらゆる生命を斥けるヌルフィールドで守られる謎の人工物ヴォールトを見る。現在、唯一ヌルフィールドの影響を受けず、ターミナスの番人となった入植者のサルヴァー・ハーディンは、ヌルフィールドの拡大に気づく。サルヴァーの恋人の貿易商ヒューゴがターミナスに立ち寄る。3隻のアナクレオン軍艦がターミナスに近づく。サルヴァーは子供を追いかけて放棄された宇宙船に入り、アナクレオン人の上陸班に囲まれる。 |               |                                            |                        |                                                  |                |
| 4 | 4             | "蛮族の襲来" "Barbarians at the Gate"      | アレックス・グレイヴス | Lauren Bello                                     | 2021年10月8日  |
| 影響力の大きい宗教団体であるルミナス教団の指導者プロキシマが死に、有力な後継候補の一人はクローンを否定する。さらにシンカーの反乱が起き、ハリ・セルダンが裁判で主張した二つの帝国の崩壊の兆候が起きたことに皇帝たちは気づく。現皇帝であるブラザー・デイは前皇帝ブラザー・ダスクが問題を放置してきたことに憤る。ブラザー・デイはトランターを離れ、後継者選びに干渉してイファのライバルを後継者に選ばせようとする。ブラザー・ダスクは、連絡の途絶えたターミナスに配下を送る。ブラザー・ドーンは庭師のアズーラ・オディーリに興味を持つ。ターミナスでは、サルヴァーがアナクレオン人の指導者のファラ・カイーンを捕らえる。帝国領立ち入りを禁じられたアナクレオン人は、宇宙航行のための部品の供給を探しているだけだと言う。アナクレオンの兵士は街を包囲する。ヴォールトがサルヴァーに帝国図書館にいる子供の幻を見せる。宇宙空間では、ガール・ドーニックの救命ポッドが発見される。 |               |                                            |                        |                                                  |                |
| 5 | 5             | "目覚めの時" "Upon Awakening"              | アレックス・グレイヴス | Leigh Dana Jackson                               | 2021年10月15日 |
| 過去の回想で、シンナックスにいた頃のガール・ドーニックは侍者として、禁止された大学の建物から本を回収した元恩師を処刑せざるを得ない。学術を禁止する宗教に幻滅し、密かに数学を学んでトランターの数学コンテストに応募し、セルダンに認められて首都星に招待される。現在、ガールはレイチによって準備された、自動化された無人宇宙船レイヴンの上で34年間の冷凍睡眠から目覚める。レイチはセルダン殺人の罪で処刑され、ガールは共犯者とみなされている。レイヴンはセルダンの故郷のヘリコンに向かい、ガールは傷を負うが生存するセルダンの姿を見る。ターミナスでは、帝国の宇宙船エイギスが到着してアナクレオンの宇宙船を認識する。艦長の要請で、尋問のためファラがタワーに連れてこられる。タワーに入ったファラは帝国が母星を爆撃して家族を殺したことの復讐に、ファウンデーションを破壊すると言い、街の防御壁を無力化する。アナクレオンの兵士は街を襲い、エイギスを撃墜する。 |               |                                            |                        |                                                  |                |
| 6 | 6             | "死と再生" "Death and the Maiden"          | Jennifer Phang         | Marcus Gardley                                   | 2021年10月22日 |
| 現皇帝ブラザー・デイはルミナス教の本拠であるスーラ星系のメイデンに来る。クローンを否定する次期プロキシマ候補のゼファー・ハリマを退けるために対抗馬のゼファー・ギラットを推す。だがハリマの演説は、信者であるデマーゼルを含む大多数の支持を得る。トランターでは、ブラザー・ドーンがアズーラと親密さを増し、色覚異常などクローンにありえない秘密を隠す。ドーンには狩りの優れた才能も有り、ブラザー・ダスクはドーンを疑い始める。ターミナスでは、アナクレオン軍が帝国艦エイギスから司令官ドーウィンだけを確保し、市民から宇宙艦の運航に必要な人材を強制徴用する。アナクレオン軍は遭難したと信じられていた帝国駆逐艦インビクタスを発見しており、これを運用して帝国を攻撃しようとする。サルヴァーは脱走し、父とヒューゴに合流する。父は自分を犠牲にしてアナクレオンのコルヴェット艦を破壊する。サルヴァーは、ハリ・セルダンがレイチに自分を殺させ、後にガールが乗せられることになる救命ポッドで逃げるよう強制していた幻覚を見る。艦を無くしたアナクレオン軍は、ヒューゴの船に徴用したファウンデーション人とサルヴァーを乗せて離陸する。 |               |                                            |                        |                                                  |                |
| 7 | 7             | "殉難者の秘密" "Mysteries and Martyrs"     | Jennifer Phang         | Caitlin Saunders                                 | 2021年10月29日 |
| メイデンでは、次期プロキシマとして有力となったハリマがクローンによる皇位継承の停止を求める。トランターでは、ブラーザー・ドーンが自分の遺伝変異が知られて別のクローンに置き換えられることを恐れ、アズーラは二人で逃げようと誘う。アナクレオン人とターミナス人のチームは700年に行方不明となった最強の兵器プラットフォームであるインビクタスを見つける。ヒューゴは宇宙空間に消え、ドーウィンは生体認証を用いて乗艦したのちに殺される。チームは艦のランダムなジャンプを止めようとする。レイヴンの船上では、船にアップロードされたハリ・セルダンの意識がガールと話す。セルダンは、レイチとガールの恋愛が計画を狂わせたと語る。当初の計画では、セルダンが自殺して神格化され、レイチがレイヴンに乗り、ガールがターミナスに行ってファウンデーションを指導するはずだったと語る。二人の仲を裂くためにセルダンは計画を修正し、レイチに自分を殺させたと語る。ガールは激怒するが、自分の未来を予見する力がセルダンの計画を狂わせたと知る。 |               |                                            |                        |                                                  |                |
| 8 | 8             | "足りないピース" "The Missing Piece"       | ロクサン・ドースン     | Sarah Nolen                                      | 2021年11月5日  |
| メイデンでは、ブラザー・デイが皇帝として初めて「スパイラル」への危険な巡礼を完遂し、「マザーの子宮」と呼ばれる池で浸礼を受け、啓示を見る。ゼファーたちは啓示を解釈し、クローンに魂があると認めて批判を封じ、ギラットをプロキシマに選ぶ。ブラザー・デイはデマーゼルにハリマの暗殺を命じ、アンドロイドであるデマーゼルはルミナス教徒でありながら、従わざるを得ない。ブラザー・デイが実は啓示を見ていないことに、デマーゼルは気づいている。インビクタス号周辺では、ヒューゴが通信ユニットにたどり着いて同胞のセスピス人の助けを呼ぶ。ブリッジでサルヴァーとファラが争う中、インビクタスは見知らぬ座標にジャンプをする。レイヴン船上では、セルダンがガールに、ブラックホールの周回軌道にあるヘリコンに第二ファウンデーションを建設する計画を打ち明けるが詳しい説明は拒否する。ガールは救命ポッドに乗り、138年かけてシンナックスに向かう。 |               |                                            |                        |                                                  |                |
| 9 | 9             | "試される未来" "The First Crisis"          | ロクサン・ドースン     | Victoria Morrow                                  | 2021年11月12日 |
| ルイス・ピレンヌは自らの脳を操縦装置につなぎ自分を犠牲にしてインビクタスをターミナスにジャンプさせる。サルヴァーはヒューゴに再会した後、ヌルフィールドに包まれて連絡が取れないターミナスに降下し、すべての人間が意識を失っているのを見つける。サルヴァーがヴォールトのパズルを解くと人々が目覚め、ヌルフィールドは消え、ヴォールトは扉に変わる。アナクレオン人、セスピス人、ターミナス人を前にして、サルヴァーは団結しインビクタスを用いて帝国に対抗しようと呼びかける。ファラがヴォールトを破壊しようとするが、サルヴァーに殺される。扉からハリ・セルダンが現れる。トランターでは、ブラザー・ドーンがブラザー・ダスクに遺伝子異常を知られ、宮殿を逃げ出す。アズーラが一員である反帝国主義者に捕らえられる。自分の遺伝子異常は出生前に仕組まれ、異常のない自分そっくりのクローンにナノボットを移植させられる。ブラザー・ダスクが兵を率いて現れて彼らを倒し、ブラザー・ドーンの運命は帰還中のブラザー・デイに委ねる。 |               |                                            |                        |                                                  |                |
| 10 | 10            | "飛躍" "The Leap"                          | TBA                    | デヴィッド・S・ゴイヤー                          | 2021年11月19日 |
| ターミナスでは、ヴォールトから現れたセルダンのデジタル・コピーが、ファウンデーションの真の目的が百科事典の編纂ではなく、人材を保存しアナクレオン人やセスピス人と団結して外縁に文明を築くことであったと明かす。インビクタスを使って巨大フレアを偽装してファウンデーションが消滅をしたと見せかけて帝国の干渉を逃れるよう促し、次の危機に備えてヴォールトに戻る。サルヴァーの見た幻にはかかわりがないと言う。数か月後、ヒューゴは偽装を成功させる。サルヴァーは自分がガールとレイチの子であり、自分が見た幻が両親の記憶であると知って、ガールを探しに一人でターミナスを離れる。トランターでは、ブラザー・ドーンがブラザー・デイに赦されるも、王朝に忠実なデマーゼルに殺される。アズーラは知覚遮断の終身刑に処される。ブラザー・デイは、反帝国勢力がはるか昔にクレオン1世のDNAを変えており、自分を含む代々のクローンも遺伝子変異を受けていたと知らされる。138年後、ガールは廃墟と化した故郷シンナックスに着き、救命カプセルを発見してサルヴァーを蘇生させる。 |               |                                            |                        |                                                  |                |

### シーズン2
| 通算 話数 | シーズン 話数 | タイトル                                                    | 監督                    | 脚本                                         | 公開日        |
| --- | ------------- | ----------------------------------------------------------- | ----------------------- | -------------------------------------------- | ------------- |
| 11 | 1             | "プライム・レイディアント" "In Seldon's Shadow"             | アレックス・グレイヴス  | デヴィッド・S・ゴイヤー & Jane Espenson      | 2023年7月14日 |
| クレオン17世であるブラザー・デイはデマーゼルと性交中に暗殺者ブラインド・エンジェルズに襲われ、デイやダスクを含むあらゆる者を黒幕と疑う。婚姻予定であるドミニオンのセレス女王と会見する。デマーゼルはアナクレオン人に戦艦インヴィクタスが奪われたことを皇帝たちに知らせる。ハリ・セルダンは奇妙な牢獄に閉じ込められる。亡くなった伴侶ヤナの姿の何者かと会話し、ウーナズ・ワールドでの再会を約される。ガールとサルヴァーは母子の対面をする。ガールはプライム・レイディアントを用いて帝国の現実が予測とずれつつあることを語る。二人がサルヴァーの宇宙船でシンナックスの海から脱出しようとした時、プライム・レイディアントからハリのホログラムが姿を現す。ターミナスでは138年ぶりにヴォールトのヌルフィールドが縮小する。 |               |                                                             |                         |                                              |               |
| 12 | 2             | "暗黒の片鱗" "A Glimpse of Darkness"                        | デヴィッド・S・ゴイヤー | Jane Espenson & デヴィッド・S・ゴイヤー      | 2023年7月21日 |
| シンナックスでは、サルヴァーが修復して宇宙船が海を脱出する。ハリのホログラムは、第2ファウンデーション創設を妨害して予測からのずれを招いたとガールを批判する。ハリ、ガール、サルヴァーの3人は、再び事態を予測に近づけようとする。ガールは予知で、ミュールと名乗り銀河系の大半を支配するも第2ファウンデーションを恐れるメンタリックに襲われ、サルヴァーの死体を目撃し、ホバー・マロウという人物の名を聞く。外縁の惑星シウェナには、ファウンデーションへの支持を広めるための銀河霊教会のコンスタントとポリーが送られる。ヴォールトからハリが現れたとの知らせが届き、コンスタントとポリーはターミナスに戻る。ヴォールトの前で、ホバー・マロウと口にして番人は殺される。トランターでは、ブラザー・デイがデマーゼルの助言に従って、ファウンデーション侵攻軍の司令官に、かつて自分に背いたリオーズを任命する。セレス女王との婚姻を進める。 |               |                                                             |                         |                                              |               |
| 13 | 3             | "王と平民" "King and Commoner"                              | デヴィッド・S・ゴイヤー | Leigh Dana Jackson & Jane Espenson           | 2023年7月28日 |
| ハリのホログラムは宇宙船をウーナズ・ワールドに着陸させ、ガールとともに廃墟に行く。何世紀も前に死んだはずのカーレーが二人を待ち受ける。ハリは廃墟に残り、ガールは一人宇宙船に戻る。サルヴァーとともに宇宙船で離れようとするが、巨大な採鉱機械に襲われる。廃墟の中に肉体をまとったハリの生命反応を見つけて回収する。ターミナスでは、指導者たちが、堕落した元司祭で詐欺師となったホバー・マロウを呼ぶことにする。コレルでは、ホバーが指導者に詐欺を働き逮捕される。処刑直前で逃亡し、ターミナスから派遣されたコンスタントとポリーの宇宙船で逃げる。デマーゼルが流刑地レプシスから元司令官のリオーズをトランターに連れ戻す。ブラザー・デイはリオーズを元夫のグレイウェンとともに、ファウンデーション侵攻軍の司令官としてシウェナに派遣する。 |               |                                                             |                         |                                              |               |
| 14 | 4             | "星がまばらに散る所" "Where the Stars are Scattered Thinly" | Mark Tonderai           | Leigh Dana Jackson & デヴィッド・S・ゴイヤー | 2023年8月4日  |
| トランターでは、セレス女王はブラザー・ドーンに接触し、側近のルーはブラザー・ダスクに接近する。二人はブラザー・デイがセレスの家族を殺したかどうか、いかに暗殺を逃れたかを探る。ターミナスでは、コンスタントとポリーに連れて来られたホーバーがヴォールトに吸い込まれ、コンスタントとポリーとサーマック理事長も後を追い、ハリのホログラムに出会う。ハリは4人に語りかけ、帝国との戦争を避けるためにトランターへ外交使節を送るよう命じる。別の任務を与えられたホーバーは一人旅立つ。リオーズとグレイウェンは情報提供者に会うために惑星シウェナに降下する。進んだ技術を持つ銀河霊教会の宣教師たちがシウェナを訪れたと聞き、脱出する。 |               |                                                             |                         |                                              |               |
| 15 | 5             | "晴眼者たちのもくろみ" "The Sighted and Seen"               | アレックス・グレイヴス  | Joelle Cornett & Jane Espenson               | 2023年8月11日 |
| 肉体に戻ったハリ、ガール、サルヴァーはイグニスに不時着する。サルヴァーは周囲の森で偽のヒューゴに会い、船は襲撃される。超能力者メンタリックを率いるテレム・ボンドに会い、船で囁きかけていた声の持ち主だと知る。トランターでは、セレスが家族の死を調べるため、ブラザー・デイと婚約する。セレスとルーは、ブラザー・デイ暗殺未遂の記憶を調べ、デマーゼルがロボットであることを知る。ブラザー・ダスクとブラザー・ドーンは、ブラザー・デイが自分たちの記憶の編集権を独占したと知る。 |               |                                                             |                         |                                              |               |
| 16 | 6             | "復讐の美酒" "Why the Gods Made Wine"                       | アレックス・グレイヴス  | デヴィッド・S・ゴイヤー & Jane Espenson      | 2023年8月18日 |
| イグニスでは、ハリは、ガールが予知したミュールによる文明崩壊を防ぐため、テレムに第二ファウンデーションを創設するよう願う。だがテレムはガールに後継者の地位を約束してハリを排除し、ハリには辛い記憶を見せて殺そうとする。ハリは、かつて伴侶ヤナとともに心理歴史学を研究し、プライム・レイディアントを製作するも、皇帝の命でヤナを殺されたことを思い出す。トランターでは、コンスタントとポリーが外交使節として来るも逮捕される。ブラザー・デイはセレスとの婚約を公表し、クローンを止めると発表する。ホーバー・マロウは、星間ジャンプのために遺伝子改変されたスペーサーの基地であるホーム・スウォームに着く。 |               |                                                             |                         |                                              |               |
| 17 | 7             | "小さな犠牲" "A Necessary Death"                            | Mark Tonderai           | Eric Carrasco & David Kob                    | 2023年8月25日 |
| トランターでは、ブラザー・デイはセレスとの間に子をもうけてクローン相続を止めようとする。セレスはブラザー・デイが家族を殺したと知り、ブラザー・ドーンに反逆を持ちかける。ブラザー・デイの前に引き出されたコンスタントの脳からハリが姿を現し、ファウンデーションによる帝国への挑戦を宣言する。ブラザー・デイはターミナス包囲命令を出す。イグニスでは、ガールが152年後にミュールと戦うためにメンタリックと協力しようとする。だがサルヴァーは疑念を持ち、ハリ・セルダンの死体を発見するも、テレムに見つけられる。ホーム・スウォームでは、ホーバー・マロウが、かつては合成不可能だった栄養素オパレスクと引き換えに帝国に子供の一割を取り上げられる航海士(スペーサー)の指導者に会う。ファウンデーションが開発した、スペーサー不要の宇宙船と合成されたオパレスクを見せ、帝国への反抗を提案する。指導者は拒否してホーム・スウォームを辺境のリオーズの艦隊まで移動させ、ホーバーを引き渡すも逃げられる。 |               |                                                             |                         |                                              |               |
| 18 | 8             | "永遠の皇后" "The Last Empress"                             | ロクサン・ドースン      | Liz Phang & Addie Roy Manis & Bob Oltra      | 2023年9月1日  |
| トランターでは、ルーがデマーゼルへの疑念をブラザー・ダスクに打ち明ける。ダスクの返答は条件付けされているが、かつてロボットの反乱が起きすべてのロボットは姿を消したと話す。ブラザー・デイはポリーとコンスタントを公開処刑にかけて帝国中に中継し、ターミナスでも人々が見る。ホバー・マロウが船で処刑場を襲撃してコンスタントを救出する。ホバーとコンスタントはターミナスに着くも、ベル・リオーズの艦隊に捕らえられる。デイも話し合いのためデマーゼルとポリーを連れてターミナスに来る。ダスクとルーはデマーゼルの秘密を探る。セレスはブラザー・デイと密会する。クレオン王朝は、永遠の皇后たるデマーゼルのために創始され存在してきたことが明らかになる。イグニスでは、テレムがハリを殺しサルヴァーを捕らえたことをガールに打ち明ける。囚われたサルヴァーはプライム・レイディアントを用いてハリのホログラムと話し、その助けで牢を脱出する。 |               |                                                             |                         |                                              |               |
| 19 | 9             | "そう遠くない昔" "Long Ago, Not Far Away"                   | ロクサン・ドースン      | Jane Espenson & Eric Carrasco                | 2023年9月8日  |
| トランターでは、クレオン1世のホログラムがブラザー・ダスクとルーに王朝の歴史を語る。610年前、クレオン1世が5000年間保存・幽閉されていたデマーゼルを解放するも、自分の創始するクローンの王朝に仕えるよう新たなプログラムで束縛する。イグニスでは、テレムがガールと肉体を交換しようとするも、サルヴァーがガールを救出する。宇宙船で逃げようとして戦い、ハリがテレムを殺す。ターミナスでは、皇帝ブラザー・デイが地表を訪れる。ファウンデーションが銀河百科事典の編纂は行わず、科学技術によるトリックで銀河霊教会への支持を辺境で集めていると知る。ヴォールトに入り、帝国崩壊の予測の誤りを認めるようハリのホログラムに迫るも拒否される。デマーゼルは一人トランターに戻る。皇帝は戦艦インヴィクタスをターミナスに落とし、地表の全てを破壊するよう命じる。恋人のグレイウェンも死ぬことを知って躊躇しながら、ベル・リオーズはインヴィクタス撃墜の命令を出す。 |               |                                                             |                         |                                              |               |
| 20 | 10            | "創生神話" "Creation Myths"                                 | アレックス・グレイヴス  | デヴィッド・S・ゴイヤー & Liz Phang          | 2023年9月15日 |
| イグニスでは、ガールがハリを救い幻影で隠したことが分かる。テレムの束縛から自由になったメンタリックたちはガールに従う。テレムが死の直前に乗り移った少年がガールを殺そうとし、サルヴァーがかばって死ぬ。ハリとガールは150年先のミュール出現に備えて人工冬眠器に入り、定期的に覚醒してメンタリックによる第二ファウンデーションを導くことにする。トランターにはデマーゼルが戻り、自分の過去を調べたブラザー・ダスクとルーを殺す。デマーゼルがブラザー・デイの暗殺を企みわざと失敗させて罪をセレスに着せたことが分かる。ブラザー・ドーンは妊娠したセレスとの結婚を公表した後、二人で逃走する。デマーゼルは皇帝の死を知り、3人のクローンを生成してクローン王朝を継続する。辺境では、皇帝ブラザー・デイが、ターミナス破壊に続きファウンデーション傘下に入ったすべての星の破壊を命じる。ベル・リオーズ司令官は皇帝に反抗して殺す。ホバーとスペーサーが組んで皇帝の艦隊を罠にかけ破壊する。一人脱出したコンスタントは巨大なヴォールトに拾われ、中でターミナスの人々やグレイウェンが生存していることを知る。 152年後、ミュールが出現する。 |               |                                                             |                         |                                              |               |

## 製作

### 企画
2017年6月27日、スカイダンス・テレビジョンがアイザック・アシモフの小説『ファウンデーション』シリーズのテレビシリーズ化を企画中であり、デヴィッド・S・ゴイヤーとジョシュ・フリードマンが脚本を務めることが報じられた。この報道時点で製作会社はシリーズの著作権に関する契約をアシモフの遺産管理人と締結している最中であった。2018年4月10日、Appleがワールド・ビデオ・ユニットを通じて権利を獲得し、パイロット版を経ない直接のシリーズ化を視野に入れた企画を開始したことが発表された。またゴイヤーとフリードマンがエグゼクティブ・プロデューサーとショーランナーを務めることも発表された。発表された他のエグゼクティブ・プロデューサーにはデヴィッド・エリソン、ダナ・ゴールドバーグ、マーシー・ロスが含まれた。
2018年8月23日、Appleが10話構成となる第1シーズンを発注したことが発表された。またアシモフの娘のロビン・アシモフもエグゼクティブ・プロデューサーを務めることが発表された。2019年4月18日、フリードマンは脚本家およびショーランナーを降板した。2019年7月28日、アイルランドのリムリックにあるトロイ・スタジオが番組の製作を行うことが明らかとなった。トロイ・スタジオは以前にSyfyのシリーズ『ナイトフライヤー』を製作していた。アイルランド映画委員会によるとこのシリーズはスタジオにおよそ500人のスタッフ雇用をもたらすとされる。

### 脚本執筆
2021年1月、デヴィッド・S・ゴイヤーは「『ファウンデーション』では1本の映画の2、3時間に全てを凝縮するのではなく、出来れば80話、80時間かけて物語を伝えることができる」と発言した。当初ゴイヤーと共にジョシュ・フリードマンが脚本家を務めていたが、2019年4月にフリードマンは降板した。

### キャスティング
2019年10月22日、リー・ペイスとジャレッド・ハリスがブラザー・デイ役とハリ・セルダン役でキャスティングされたことが発表された。またデヴィッド・S・ゴイヤーがシリーズの唯一の公式のショーランナーに決定した。2019年12月4日、追加の5人のキャストが発表された。ルー・ロベルはガール役、リア・ハーヴィはサルヴァー役、ラウラ・ビルンはエトー・デマーゼル役、テレンス・マンはブラザー・ダスク役、カシアン・ビルトンはブラザー・ドーン役で出演する。

### 撮影
2020年3月12日、AppleはCOVID-19の影響を受けてアイルランドでの番組製作を中断した。同年10月6日に撮影は再開された。2021年1月27日、ゴイヤーはマルタ政府から検疫を受けて特別な免除を受けた後、キャストとスタッフがマルタでの撮影開始を許可されたことを発表した。ゴイヤーはロンドンで課された新たな規制のために製作のかなりの部分をマルタに移すことになったことを明かした。マルタでの撮影は2021年2月に終了した。フエルテベントゥラ島トゥイネヘでの撮影は2021年3月までに完了した。製作チームはカルデラ・ロス・アラバレスやグランハ・デ・ポゾ・ネグロといった火山の風景の中で作業を行った。製作チームはテネリフェ島に移り、2021年3月22日に撮影が再開された

## 公開
2020年6月22日、Worldwide Developers Conference内でAppleはシリーズのティーザー予告を公開した。2021年2月、シリーズの配信が2020年後半になることが報じられた。後に、2021年9月24日に3話が公開され、残りは毎週1話ずつ公開されることが発表された